# Володимирський ринок
Володимирський ринок — київський центральний критий ринок, розміщений у Голосіївському районі в центрі столиці на перетині вулиць Антоновича, Німецької та Володимиро-Либідської. Володимирський ринок був заснований Київською міською управою 1 грудня 1888 року. У ХІХ столітті ринок стояв на місці нинішнього Палацу «Україна» біля Володимирської церкви, що дала назву новоствореному ринку. Рішення про перенесення ринку на його теперішнє місце й будівництво головного критого корпусу ухвалив 27 вересня 1960 року виконавчий комітет Київської міської ради депутатів трудящих — рішення № 1721 «Про відведення земельної ділянки Управлінню ринками під будівництво критого ринку».
За нинішньою конструкцією Володимирський ринок належить до комбінованих ринків: крита частина налічує 485 торгових місць загальною торговою площею 3181 м2, відкрита — понад 400 місць. Згідно з товарною спеціалізацією, ринок є змішаним. На його території можна придбати як продовольчі, так і непродовольчі товари оптом і вроздріб. Ринок відкритий для киян та гостей столиці з вівторка по неділю з 07:00 до 19:00.

## Історія ринку
Рішення про побудову головного корпусу павільйону ринку було ухвалене 27 вересня 1960 року виконавчим комітетом київської міської Ради депутатів трудящих — Рішення № 1721 «про відвід земельної ділянки Управлінню ринками під будівництво критого ринку».
Виконавчий комітет постановив: «Відвести правлінню ринками земельну ділянку площею приблизно 1,5 га на вулиці Горького, 115 під будівництво критого ринку…»
Відомий український архітектор Г. Ратушинський завершив роботу над проектом критого ринку 5 серпня 1968 року.
У доповідній записці на ім'я начальника управління ринками міста Києва тов. Аксьонову І. В. було сказано: «Научно-исследовательский институт экспериментального проектирования АСИА УССР сообщает, что при разработке рабочих чертежей крытого рынка на 486 торговых мест по улице Горького, 115 были учтены все замечания Строительно-Архитектурного Совета управления по делам строительства и архитектуры Киевского Горисполкома, Государственной санитарной инспекции г. Киева и Управления Пожарной охраны Киевского Областного Совета депутатов трудящихся».

## Конструкція
Сьогодні Володимирський ринок — один із центральних ринків міста Києва. Він споруджувався протягом трьох років (1965—1968) за проектом архітектора Г. К. Ратушинського та інженера Л. Г. Дмитрієва. Будівля виконана зі скла, всі конструкції є металевими.
Чіткі пропорції, нові матеріали й прогресивні конструкції відрізняють критий ринок на вул. Антоновича, 115 (1968 року архітектори К. С. Фельдман, Г. К. Ратушинський). Будівля заввишки 20 м розрахована на 485 торгових місць, торгова площа — 3181 м², об'єм — 30 876 м³. Ринок складається з центрального торгового залу розмірами в плані 42×42 і прилеглих до нього відділів м'яса, яєць та рослинної олії, овочів і фруктів. Службово-побутові приміщення містяться у двоповерховій прибудові із задньої частини будівлі. У підвальному поверсі розміщуються склади, 19 холодильних камер площею 180 м², морозильне відділення, спеціальна камера для розморожування м'яса тощо.
Будівля ринку перекрита збірною залізобетонною вантовою оболонкою і вирішена за каркасною схемою зі збірних залізобетонних елементів. Для огорожі бічних поверхонь центрального торгового залу використані склозалізобетонні панелі.
Дах у вигляді трикутників, які опускаються до центру, чітко висловлює специфіку конструкції.
Ринок був сформований з трьох основних майданчиків для продажу.

 1. Критий ринок на 486 торговельних місць.

 2. Торговельний майданчик для організації ярмарків та щоденного продажу овочів і фруктів із в'їздом на територію вантажних автомобілів, фургонів, навіть возів із боку Німецької вулиці.

 3. Майданна площа перед ринком для стоянки автомобілів та організації ярмаркової торгівлі продуктами домашнього господарства з боку Володимиро-Либідської вулиці.
Цікавий факт - ідентична за конструкцією будівля Центрального ринку була зведена в Маріуполі. Як кажуть, для випробування проєкту.

## Торгівля
На території критого ринку було організовано торгівлю медом із домашніх господарств, торгівлю молоком, сметаною, вершками, сиром, домашнім маслом тощо. Значну частину ринку першого поверху вздовж стін було відведено під прилавки для колгоспної торгівлі м'ясом та салом, де збиралася значна частина людей, часто тут утворювалися навіть черги. Частину центральних проходів було відведено під торгові місця продавцям овочів та фруктів із домашнього господарства, найчастіше продавцями тут були бабусі та дідусі з приміських кварталів, які вирощували городину та фрукти.
Усередині торгового залу були збудовані бетонно-цегляні торгові прилавки. На початку кожного такого ряду були встановлені світлові тумби на залізних опорах із написами: «ОВОЧІ», «М'ЯСО» тощо, які яскраво світилися.
Велику частину центрального залу критого ринку займали магазини: магазин «ГОРКООПТОРГУ», магазин № 7, магазин № 495 Московського РГТ, відділ соків, магазин рибопродуктів, гастроном № 2 фірми «Київ» — відділ гастрономії, рибний відділ; магазин № 506 Московського ОРПК — секція продажу овочів та фруктів, секція продажу консервів та соління, відділ консервів та соків. На ринку також було розгорнуто відділ ялинкових прикрас та іграшок магазину № 1916 Київ культторгу.

## Організація роботи
Для злагодженої організації роботи, забезпечення упорядкованої торгівлі потрібно було мати чіткий керівний механізм. На території ринку було сформовано кілька бригад касирів-контролерів, які організовували лад на майданчиках та контролювали дотримання правил і порядку торгівлі, стежили за якістю продукції та культурою обслуговування покупців, надавали продавцям торговий інвентар і проводили розрахунки за місця на ринку.